# Neptis sinica
Neptis sinica är en fjärilsart som beskrevs av Moore 1899. Neptis sinica ingår i släktet Neptis och familjen praktfjärilar. Inga underarter finns listade i Catalogue of Life.